# 1303
Năm 1303 là một năm trong lịch Julius.

## Sự kiện
- Hải đăng Alexandria sụp đổ